# Kim Bass
Kim Bass (nacido el 16 de febrero de 1956) es un escritor, director y productor de cine y televisión estadounidense. Nació en Utica, Nueva York y se graduó en 1974 en Notre Dame Junior Senior High School . Su padre es CW Bass y tiene un hermano, Kyle, y cuatro hermanas.Su trabajo televisivo incluye la creación de Sister, Sister y escribir para el programa In Living Color . Bass también creó la comedia de Nickelodeon Kenan & Kel . Sus créditos cinematográficos incluyen la película Junkyard Dog protagonizada por Vivica A. Fox y Kill Speed .
Es uno de los fundadores de la productora independiente Bass Entertainment Pictures.

## Filmografía
- Succubus: Hell-Bent, película de terror de 2007 dirigida por Kim Bass. Con Gary Busey, David Keith, Lorenzo Lamas